# Campeonato Panamericano de Balonmano Femenino de 2005
El VIII Campeonato Panamericano de Balonmano Femenino de 2005  se disputó en Sao Bernardo, Brasil entre el 25 y el 29 de mayo de 2005 bajo la organización de la Federación Panamericana de Handball El torneo entregó 3 plazas para el Campeonato Mundial de balonmano Femenino de Rusia 2005

## Grupo Único
| Equipo               | PTS | J | G | E | P | GF  | GC  | DG   |
| -------------------- | --- | - | - | - | - | --- | --- | ---- |
| Brasil               | 10  | 5 | 5 | 0 | 0 | 166 | 56  | +110 |
| Argentina            | 8   | 5 | 4 | 0 | 1 | 122 | 103 | +19  |
| Uruguay              | 6   | 5 | 3 | 0 | 2 | 118 | 139 | -21  |
| Canadá               | 4   | 5 | 2 | 0 | 3 | 106 | 139 | -33  |
| República Dominicana | 2   | 5 | 1 | 0 | 4 | 115 | 143 | -28  |
| Estados Unidos       | 0   | 5 | 0 | 0 | 5 | 91  | 138 | -47  |

### Resultados
| Fecha      | Hora  | Partido³             | Partido³ | Partido³             | Resultado |
| ---------- | ----- | -------------------- | -------- | -------------------- | --------- |
| 25.05.2005 | 15:00 | Argentina            | -        | República Dominicana | 22-18     |
| 25.05.2005 | 17:00 | Uruguay              | -        | Estados Unidos       | 28-24     |
| 25.05.2005 | 20:00 | Brasil               | -        | Canadá               | 41-10     |
| 26.05.2005 | 16:00 | Canadá               | -        | Estados Unidos       | 24-15     |
| 26.05.2005 | 18:00 | Argentina            | -        | Uruguay              | 32-18     |
| 26.05.2005 | 20:00 | Brasil               | -        | República Dominicana | 39-14     |
| 27.05.2005 | 16:00 | Uruguay              | -        | República Dominicana | 31-26     |
| 27.05.2005 | 18:00 | Argentina            | -        | Canadá               | 29-22     |
| 27.05.2005 | 20:00 | Brasil               | -        | Estados Unidos       | 27-08     |
| 28.05.2005 | 13:00 | Argentina            | -        | Estados Unidos       | 29-21     |
| 28.05.2005 | 15:00 | Brasil               | -        | Uruguay              | 35-14     |
| 28.05.2005 | 17:00 | Canadá               | -        | República Dominicana | 28-27     |
| 29.05.2005 | 08:00 | República Dominicana | -        | Estados Unidos       | 30-23     |
| 29.05.2005 | 09:30 | Uruguay              | -        | Canadá               | 27-22     |
| 29.05.2005 | 11:30 | Brasil               | -        | Argentina            | 24-10     |

| Brasil           |
| Campeón          |
| Brasil 5° título |

### Clasificación general
| 1. Brasil               |
| 2. Argentina            |
| 3. Uruguay              |
| 4. Canadá               |
| 5. República Dominicana |
| 6. Estados Unidos       |

## Clasificados al Mundial 2005
| Bandera de Brasil | Bandera de Argentina | Bandera de Uruguay |
| Brasil            | Argentina            | Uruguay            |
| ----------------- | -------------------- | ------------------ |